# Billy-sur-Aisne
Billy-sur-Aisne és un municipi francès situat al departament de l'Aisne i a la regió dels Alts de França. L'any 2007 tenia 1.109 habitants.

## Demografia

### Població
El 2007 la població de fet de Billy-sur-Aisne era de 1.109 persones. Hi havia 472 famílies de les quals 113 eren unipersonals (40 homes vivint sols i 73 dones vivint soles), 202 parelles sense fills, 129 parelles amb fills i 28 famílies monoparentals amb fills.
La població ha evolucionat segons el següent gràfic:
Habitants censats

### Habitatges
El 2007 hi havia 499 habitatges, 474 eren l'habitatge principal de la família, 1 era una segona residència i 24 estaven desocupats. 491 eren cases i 8 eren apartaments. Dels 474 habitatges principals, 418 estaven ocupats pels seus propietaris, 41 estaven llogats i ocupats pels llogaters i 15 estaven cedits a títol gratuït; 16 tenien dues cambres, 65 en tenien tres, 174 en tenien quatre i 220 en tenien cinc o més. 375 habitatges disposaven pel capbaix d'una plaça de pàrquing. A 208 habitatges hi havia un automòbil i a 200 n'hi havia dos o més.

### Piràmide de població
La piràmide de població per edats i sexe el 2009 era:
| Homes | Edats   | Dones |
| ----- | ------- | ----- |
| 0     | 95 o +  | 4     |
| 0     | 90 a 94 | 0     |
| 0     | 85 a 89 | 16    |
| 8     | 80 a 84 | 20    |
| 12    | 75 a 79 | 16    |
| 24    | 70 a 74 | 16    |
| 28    | 65 a 69 | 44    |
| 52    | 60 a 64 | 36    |
| 44    | 55 a 59 | 48    |
| 24    | 50 a 54 | 32    |
| 52    | 45 a 49 | 48    |
| 44    | 40 a 44 | 52    |
| 72    | 35 a 39 | 44    |
| 20    | 30 a 34 | 24    |
| 40    | 25 a 29 | 40    |
| 28    | 20 a 24 | 16    |
| 44    | 15 a 19 | 52    |
| 40    | 10 a 14 | 36    |
| 24    | 5 a 9   | 44    |
| 24    | 0 a 4   | 28    |

## Economia
El 2007 la població en edat de treballar era de 699 persones, 492 eren actives i 207 eren inactives. De les 492 persones actives 445 estaven ocupades (240 homes i 205 dones) i 47 estaven aturades (22 homes i 25 dones). De les 207 persones inactives 94 estaven jubilades, 46 estaven estudiant i 67 estaven classificades com a «altres inactius».

### Ingressos
El 2009 a Billy-sur-Aisne hi havia 476 unitats fiscals que integraven 1.154,5 persones, la mediana anual d'ingressos fiscals per persona era de 18.492 €.

### Activitats econòmiques
Dels 40 establiments que hi havia el 2007, 1 era d'una empresa extractiva, 5 d'empreses de fabricació d'altres productes industrials, 7 d'empreses de construcció, 11 d'empreses de comerç i reparació d'automòbils, 3 d'empreses de transport, 1 d'una empresa d'hostatgeria i restauració, 2 d'empreses financeres, 1 d'una empresa immobiliària, 3 d'empreses de serveis, 5 d'entitats de l'administració pública i 1 d'una empresa classificada com a «altres activitats de serveis».
Dels 8 establiments de servei als particulars que hi havia el 2009, 2 eren tallers de reparació d'automòbils i de material agrícola, 2 guixaires pintors, 1 fusteria, 2 lampisteries i 1 empresa de construcció.
Dels 3 establiments comercials que hi havia el 2009, 1 era una botiga de menys de 120 m², 1 una sabateria i 1 una botiga de material de revestiment de parets i terra.
L'any 2000 a Billy-sur-Aisne hi havia 5 explotacions agrícoles.

## Equipaments sanitaris i escolars
El 2009 hi havia una escola elemental.

## Poblacions més properes
El següent diagrama mostra les poblacions més properes.